# TOC's de Dalila
TOC's de Dalila é uma série de televisão brasileira. Na primeira temporada, foi uma série com 10 episódios, que foi ao ar de segunda a sexta, às 22h30, no Multishow. A Segunda temporada estreia dia 7 de novembro de 2017, com 15 episódios.

## Enredo

### Primeira Temporada
Dalila é uma dona de casa obcecada por organização. Ela se torna uma celebridade virtual depois que um vídeo em que aparece arrumando a casa "viraliza" na internet.

### Segunda Temporada
Na 2ª temporada de TOC´s de Dalila, a dona de casa, Dalila, entra para um grupo de apoio para melhorar seus TOCs, mas sempre se envolvendo em situações constrangedoras e cômicas. 

## Elenco
| Ator                | Personagem          | Temporadas | Temporadas |
| Ator                | Personagem          | 1ª 2016    | 2ª 2017    |
| ------------------- | ------------------- | ---------- | ---------- |
| Heloísa Périssé     | Dalila Gomes        |            |            |
| Maria Clara Gueiros | Olga Ramos          |            |            |
| Bruno Jablonski     | Arthur Gomes (Tuka) |            |            |
| Thelmo Fernandes    | Pedro Henrique      |            |            |
| Mouhamed Harfouch   | Carlos (Crachá)     |            |            |
| Lorena Comparato    | Cristal             |            |            |
| Analu Prestes       | Dona Clara          |            |            |
| Paulo Betti         | Dr. Chaves          |            |            |
| Gláucio Gomes       | Saldanha            |            |            |
| Tião D'avila        | Seu Manoel          |            |            |
| Henri Castelli      | Mario               |            |            |
| Ricardo Tozzi       | Otávio              |            |            |
| Valquíria Ribeiro   | Jussara             |            |            |

## Participações especiais
| Ator/Atriz          | Personagem                 | Episódio                          |
| ------------------- | -------------------------- | --------------------------------- |
| Alice Borges        | Marta                      | #1.1 "A Entrevista de Dalila"     |
| Cristiane Amorim    | Celeste                    | #1.1 "A Entrevista de Dalila"     |
| Luísa Périssé       | Vivi                       | #1.1 "A Entrevista de Dalila"     |
| Pedro Maya          | Caveira                    | #1.1 "A Entrevista de Dalila"     |
| Alice Borges        | Marta                      | #1.2 "Famosa? Eu?"                |
| Pedro Maya          | Caveira                    | #1.2 "Famosa? Eu?"                |
| Isabela Garcia      | Rosinha                    | #1.6 "A Visita de Rosinha"        |
| Marcello Novaes     | Heitor Abrantes Ferrão     | #2.1 "Vou Te Dar Um Toque"        |
| Rita Guedes         | Silvana                    | #2.1 "Vou Te Dar Um Toque"        |
| Rita Elmôr          | Márcia                     | #2.1 "Vou Te Dar Um Toque"        |
| Johnny Massaro      | Caio Diniz Alcântara       | #2.2 "Cinderela do Chupa Chupa"   |
| Deborah Evelyn      | Solange Diniz Alcântara    | #2.2 "Cinderela do Chupa Chupa"   |
| Regina Sampaio      | Vó Cotinha Diniz Alcântara | #2.2 "Cinderela do Chupa Chupa"   |
| Silvio Matos        | Adroaldo Diniz Alcântara   | #2.2 "Cinderela do Chupa Chupa"   |
| Jennifer Nascimento | Amora                      | #2.3 "O Casamento"                |
| Danilo Ferreira     | Janjão                     | #2.3 "O Casamento"                |
| Débora Nascimento   | Nicole                     | #2.6 "Amigas do Peito"            |
| Edwin Luisi         | Dr. Belo                   | #2.6 "Amigas do Peito"            |
| Carlos Bonow        | Ernesto                    | #2.6 "Amigas do Peito"            |
| Maurício Mattar     | Haroldo                    | #2.7 "O Caso do Garfo"            |
| Stella Freitas      | Alicinha                   | #2.7 "O Caso do Garfo"            |
| Mário Gomes         | Raposo                     | #2.7 "O Caso do Garfo"            |
| Sylvia Massari      | Regina                     | #2.7 "O Caso do Garfo"            |
| Thaís Garayp        | Sassá                      | #2.7 "O Caso do Garfo"            |
| Marcelo Picchi      | Alfredinho                 | #2.7 "O Caso do Garfo"            |
| Antonia Périssé     | Dulcinha                   | #2.8 "Eu Consigo!"                |
| Valesca Popozuda    | Salete                     | #2.8 "Eu Consigo!"                |
| Larissa Câmara      | Feirante                   | #2.8 "Eu Consigo!"                |
| Thalita Rebouças    | Dulcinha (adulta)          | #2.8 "Eu Consigo!"                |
| Bianca Byington     | Norma                      | #2.9 "O Último Pedido"            |
| Luísa Bastos        | Norma (criança)            | #2.9 "O Último Pedido"            |
| Suzana Pires        | Sara Cíntia                | #2.10 "O Chapéu de Sara Cíntia"   |
| Márcio Louzada      | Cirilo                     | #2.10 "O Chapéu de Sara Cíntia"   |
| Luciano Camargo     | Danilo                     | #2.10 "O Chapéu de Sara Cíntia"   |
| Rocco Pitanga       | Lopes                      | #2.11 "Passando o Pente Fino"     |
| Marcelo Mello       | Álvaro                     | #2.11 "Passando o Pente Fino"     |
| Stella Freitas      | Alicinha                   | #2.11 "Passando o Pente Fino"     |
| Valesca Popozuda    | Sil                        | #2.11 "Passando o Pente Fino"     |
| Julianne Trevisol   | Camila                     | #2.12 "Veloz e Furiosa"           |
| Flávia Garrafa      | Bel Cordeiro               | #2.13 "Minha Cozinha, Minha Vida" |
| Marcello Novaes     | Heitor Abrantes Ferrão     | #2.15 "A Luta Continua"           |